# Araukáriafélék

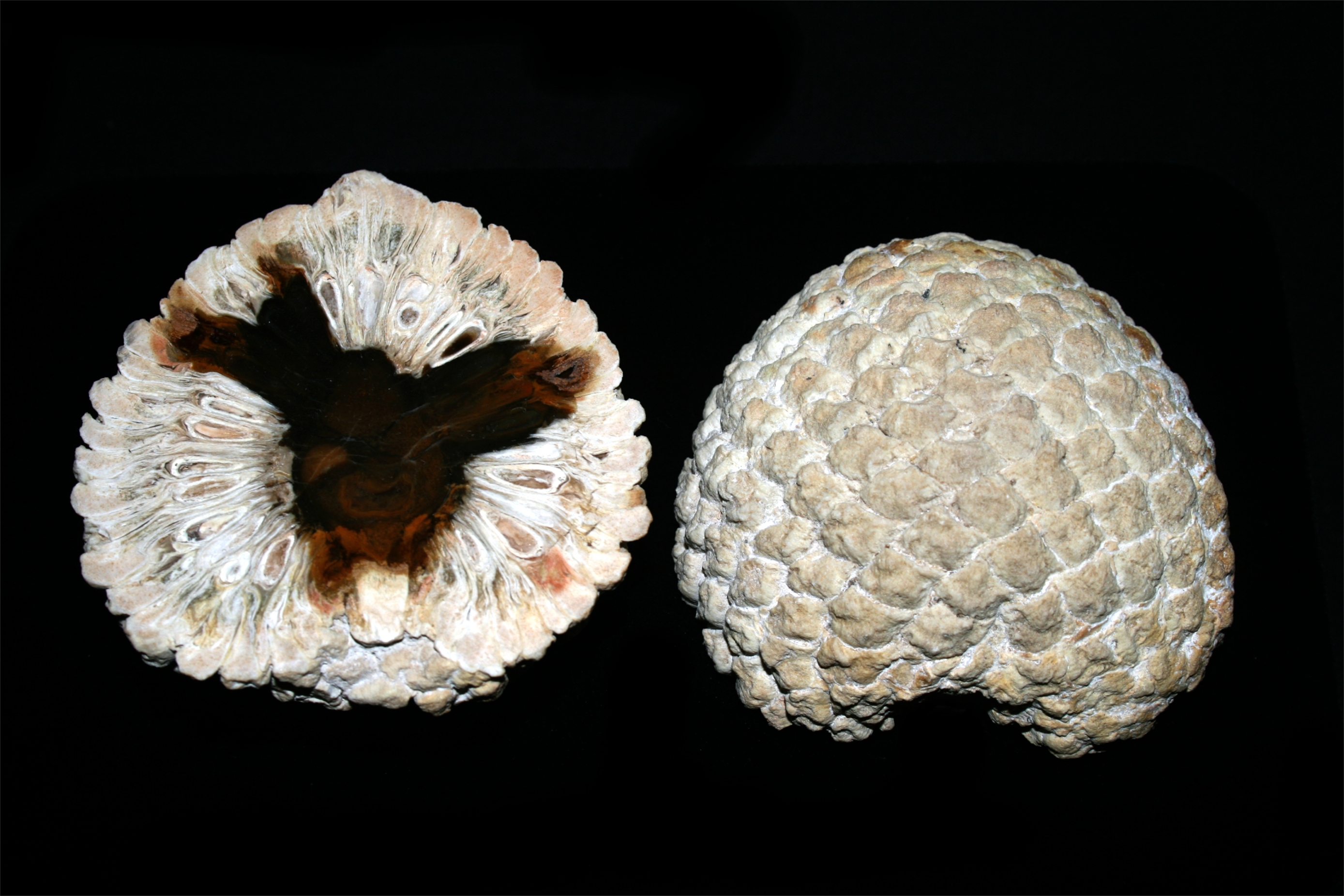
A jura időszakban megkövesült araukária magok
(Argentína, Patagónia)

Az araukáriafélék (Araucariaceae) a tűlevelűek (Pinopsida) osztályába tartozó fenyőalakúak (Pinales) rendjének egyik, ősi családja.

## Származásuk, elterjedésük
Rendszertanilag elszigeteltek; egyesek szerint a kihalt Voltziales rend utódai. A földtörténeti középidő elején, a triászban alakultak ki, majd az egész Földön elterjedtek. A jurában és a kréta időszak idején, 200–65 millió éve élték virágkorukat. A jura második felétől a környezeti tényezőkhöz, az éghajlat változásaihoz jobban alkalmazkodó zárvatermők fokozatosan háttérbe szorították őket. A kréta végi nagy kihalásban az északi féltekéről kipusztultak, csak Gondwanán maradtak fenn. Ezért magyarul délfenyőféléknek is nevezik őket. A család mind a harminchat faja Gondwana maradványain, tehát Dél-Amerikában és/vagy Ausztráliában honos.
Az araukáriák több faja erdőalkotó Dél-Amerikában és Ausztráliában, sok faj viszont csak egy-egy óceáni szigeten fordul elő. Az Araucaria és az Agathis diszjunkt előfordulása — a cikászokhoz hasonlóan — egy korábbi, szélesebb elterjedésre utal. A harmadik nemzetség, az egylaki Wollemia Ausztrália egyetlen félreeső völgyében maradt fenn (Podani).

## Megjelenésük, felépítésük
A magas, egyenes törzsű fák fajtól függően 25–35 m magasra nőnek; törzsük átlagos átmérője 1,75 m. Ágaik szabályos emeletekben, ún. örvekben nőnek. Fájukban méhsejtszerűen elrendeződött gödörkéket találunk (Podani), mint a cikászoknál és a toboztermők (Pinophyta) egyes kihalt rendjeiben (Cordaitales, Voltziales).
Legtöbbjük szórt állású levelei pikkely alakúak vagy kiszélesednek (URÁNIA); más fajoké inkább tű-, illetve ár alakú (ELTE). Egyes fajok heterofilliásak (kétféle levelük van).
Virágaik általában egyivarúak. A porzós virágokban szórtan áll a sok porzólevél. Ezek nyele keskeny, porzópikkelye (anterapikkelye) kiszélesedik. A porzólevél alapján 5–20 keskeny, szabad pollenzsák ízesül. A fenyőalakúak (Pinales) közül az araukáriák virágporának van a legtöbb előtelepsejtje. A porzós és termős tobozok nem olyan feltűnően különböznek, mint a fenyőalakúak többi taxonjáé. Termős toboza feltűnően nagy: 15–24 cm-re is megnyúlhat; átmérője a 30 cm-t is elérheti. A termőpikkelyen egy mag fejlődik (URÁNIA).
Az araukáriákat a többi fenyőalakútól megkülönbözteti, hogy tobozaik sűrűn, szórtan álló, megnagyobbodott fedőpikkelyek halmazai. Minden fedőpikkelyen csak egy magkezdemény alakul ki. Ovuláris vánkosuk (termőpikkelyük nem fejlődik ki, vagy a fedőpikkely felső részén, ún. liguláris pikkelyként jön létre (URÁNIA).
Az ágak bele vastag. Gyantajárataik csak a kéregben vannak. A törzs másodlagos fája fejlett. A tracheidák udvaros gödörkéi átellenes oldalukkal érintkeznek, és többé-kevésbé lapultak. A gödörkék több sorban, váltakozó magasságban, azaz méhsejtszerűen helyezkednek el. Ez az ún. araukaroid gödörkézettség a fenyőalakúak közül csak az araukáriaféléknél figyelhető meg, de a nyitvatermők néhány más taxonjában (pl. a cikászoknál) ugyancsak kialakult (URÁNIA).

## Életmódjuk, termőhelyük
Örökzöldek és egy faj kivételével kétlakiak.